# Leopoldo Raimondi
Leopoldo Raimondi (Parma, 2 marzo 1938 – Parma, 8 novembre 2020) è stato un calciatore italiano, di ruolo difensore.
Ha giocato in Serie A con le maglie di Alessandria e Roma.